# Pycnophyes ecphantor
Pycnophyes ecphantor är en djurart som tillhör fylumet pansarmaskar, och som beskrevs av Higgins 1983. Pycnophyes ecphantor ingår i släktet Pycnophyes och familjen Pycnophyidae. Inga underarter finns listade i Catalogue of Life.